# Ain Ebel
Ain Ebel (en arabe : عين إبل) est un village chrétien du Liban du Sud, et s'élève à une altitude moyenne de 750 m. Proche de la frontière israélienne (4 km environ), il compte environ 2 200 habitants.

## Histoire
Les fondateurs d'Ain-Ebel ont choisi un site stratégique situé sur l'ancienne route commerciale qui reliait Tyr, Damas et Haïfa. Les premiers habitants d'Ain-Ebel étaient les Araméens. Selon les historiens, le nom du village dérive des noms de deux dieux ; Aon, dieu de la fertilité et Abel, dieu de la création. Mais avec le temps, et avec les changements qu'ont subi les langues de la région, Aon-Abel s'est transformé en Ain-Ebel.
Dans l'antiquité, d'autres dieux cananéens furent adorés à Ain-Ebel, dont on cite Ashirat, mère de tous les dieux. Ainsi durant le mois de juillet, des fêtes tenues en l'honneur de Ashirat, avaient lieu sur une colline méridionale d'Ain-Ebel, qui aujourd'hui est connue par le nom de Shirta, un dérivatif évident de Ashirat. De nos jours, cette tradition existe toujours et l'adoration d'une figure représentative d'une mère divine est encore pratiquée à Ain-Ebel à travers la sainte patronne du village, la Vierge Marie, et les grandes fêtes de « Eid El Saydeh » sont tenues en son honneur chaque année en été.
Du fait que Ain-Ebel était situé sur l'itinéraire apostolique que les Apôtres suivaient au cours de leurs voyages d'évangélisation, les habitants se sont vite convertis au christianisme. Ain-Ebel a prospéré pendant des siècles, mais fut évacué à la suite de l'invasion des Mamelouks qui voulait débarrasser la région des croisés, évacuant ainsi tous les chrétiens qui vivaient à moins de 40 kilomètres de la côte dans le triangle formé par Tyr, Acco, et Safad. Quoique Ain-Ebel ne fut pas habité pendant deux cents ans, son nom a survécu. En 1602 l¹émir  Fakhreddine a gouverné les régions de Tyr et de Safad, et il a incité ses habitants, Druzes et chrétiens, à participer à la croissance de son territoire. Une fois de plus, l'emplacement géographique d'Ain-Ebel, sur la route commerciale principale, pourtant assez isolé pour assurer la protection contre les envahisseurs avides, a contribué au repeuplement d'Ain-Ebel. De plus, grâce à l'abondance de sources d'eau et de terres fertiles, Ain-Ebel est vite devenu un centre de production d'olives, de raisins et de figues.

### Histoire auXXesiècle
Le village a prospéré paisiblement et cette sérénité ne fut troublée qu'avec le début de la Première Guerre mondiale. À cette époque, les Ottomans ont imposé le service militaire forcé à tous les hommes entre 18 et 45 ans, ainsi le village manquait d'hommes, et la plupart des familles s'appauvrissaient.
Pendant cette période dure, la plupart des Ain-Ebelians poussés par leur esprit pionnier, ont émigré dans les Amériques, particulièrement en Argentine à la poursuite du bonheur et de la liberté. Ain-Ebel a pu échapper aux perturbations de la guerre civile libanaise de l'année 1860, mais en 1920, Ain-Ebel et les villages environnants ont été victimes du conflit frontalier franco-anglais et des stratagèmes visant à diviser les Libanais. Les Anglais ont provoqué les musulmans tandis que les Français incitaient les chrétiens. Le 5 mai 1920, les villages voisins ont attaqué Ain-Ebel, et ses habitants ont été expulsés pendant deux mois. Après leur retour, deux mois plus tard, les Ain-Ebelians ont édifié un monument en l'honneur des « martyrs ».
La route commerciale principale, de laquelle dépendait Ain-Ebel, a été éliminée avec la création de deux pays et marchés séparés ; libanais (sous mandat français) et palestinien (sous mandat britannique). Plus tard, les frontières ont été bloquées à la suite de la création de l'État d'Israël. Beaucoup d'Ain-Ebelians qui ont travaillé et vécu à Haïfa, ont été forcés à abandonner leurs affaires et leurs propriétés pour retourner à Ain-Ebel en tant que réfugiés. D'où la nouvelle vague d'immigration qui a eu lieu, particulièrement vers l'Australie.
Durant un demi-siècle, Ain-Ebel a été victime de perturbations dues au conflit arabo-israélien, pourtant avec la persistance, la patience et l'amour des Ain-Ebeliens, le village a lutté, survécu et crû. Toutefois, à l'aube du nouveau millénaire, Ain-Ebel et ses habitants espèrent, souhaitent et prient pour avoir la chance de vivre en paix dans la terre de l'évangile.
Ain-Ebel est un beau petit village, dressé sur les plus belles collines méridionales des montagnes libanaises. Grâce à la beauté d'Ain-Ebel, et la joie de vivre de ses habitants « les Ain-Ebeliens », le village est connu sous le nom de « Arousset el Jnoub », ou la mariée du Sud.
Le village est bombardé par l'armée israélienne durant la guerre israélo-libanaise de 2006, puis lors des bombardements israéliens sur le Liban de 2024. L'armée israélienne ordonne à l’ensemble des habitants de fuir le village en octobre 2024.

## Climat

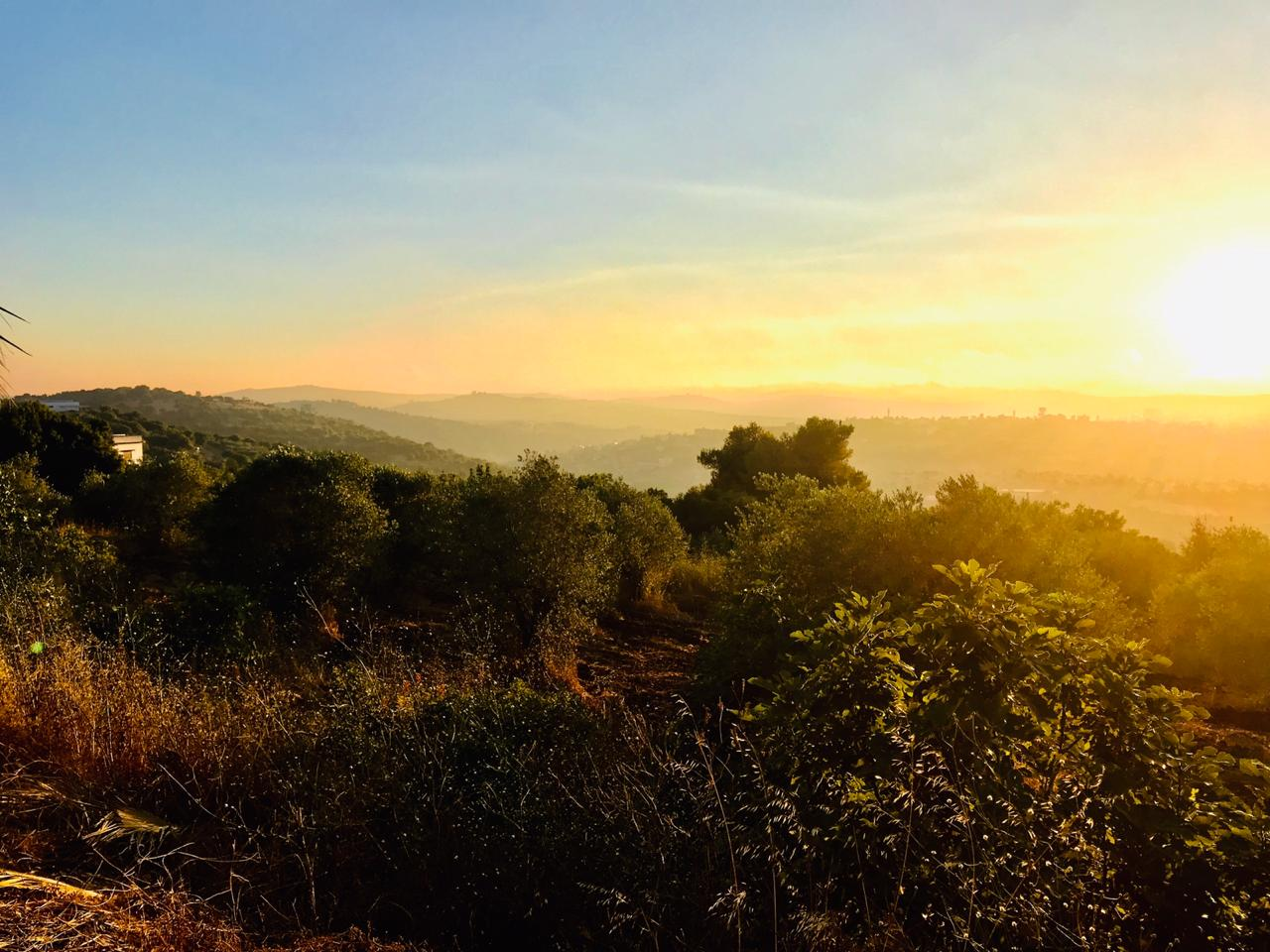
Coucher de soleil à Ain Ebel.

Ain-Ebel se caractérise par un climat modéré tout au long des quatre saisons: chaleur confortable en été, fraîcheur modérée au printemps et en automne, et un hiver froid, et parfois neigeux.

## Économie et vie quotidienne
D'autre part, les écoles d'Ain-Ebel ont une renommée régionale, et regroupent la majorité des étudiants chrétiens et musulmans de la région. Le collège des Sœurs des Saints-Cœurs, l'école Saint-Joseph et l'école municipale d'Ain-Ebel ont contribué à la formation d'ingénieurs, de médecins, et d'avocats et bien d'autres qui ont excellé dans leurs domaines.
Le village a un dispensaire qui se trouve dans le collège des sœurs des Saints-Cœurs et qui fut sous la fidèle direction et dédication de la bien-aimée sœur Jeanne-d'Arc pendant plusieurs années. Maintenant, le dispensaire est sous l'administration de médecins locaux grâce à la générosité de l'organisation Caritas Liban.
Actuellement, un hôpital est en cours de construction grâce à l'aide de plusieurs organisations internationales, tel que Caritas, en vue de servir tous les villages du caza de Bint-Jbeil. Cet hôpital appartient à l'archidiocèse maronite de Tyr dirigé par son excellence l'évêque Maroun Sader.
Ain-Ebel offre aussi à ses habitants et ceux de la région une gamme variée de services: une quincaillerie, un fleuriste, des magasins et des pâtisseries, des supermarchés, des stations d¹essences, des mécaniciens et plusieurs autres magasins. De plus, Ain-Ebel offre des services technologiques aux habitants à travers une compagnie de télévision par satellite, un bureau régional de l¹une des premières compagnies de téléphone cellulaire au Liban, ainsi qu¹une compagnie locale de téléphonie.
Des organisations locales comme « Les Fils & Filles d'Ain-Ebel », le « Club des Femmes d'Ain-Ebel » et d'autres organisations nationales tels que les « Scouts du Liban », les « Chevaliers de la Vierge », et Caritas assurent des services culturels, environnementaux, sociaux et charitables tout au long de l'année.
Les soirées, particulièrement en été, sont très animées. La présence de trois boîtes de nuit, et les soirées d'avant-mariage, doivent à Ain-Ebel sa renommée dans la région. Le DJ Oussama Barakat, plus communément connu sous le nom de « DJ OB » originaire de la ville, y a fait ses débuts et continue d'y mixer régulièrement.
Quant à l'agriculture, Ain-Ebel est riche en oliviers, amandiers, chênes, tabacs, raisins, figues, grenadiers, pommes et d'autres fruits.
Les habitants d'Ain-Ebel, comme tous les Libanais, sont dispersés partout dans le monde, tels que l'Australie, le Canada, les États-Unis, l'Europe, l'Amérique du Sud, ainsi que tous les pays arabes.

## Personnalités notables
- Antoine Khoraiche, (1907-1994), Patriarche Cardinal de l’Église Maronite, (1975-1985).
- George Diab, Acteur